# Paracostibite
La paracostibite è un minerale appartenente al gruppo della löllingite.